# سان روفو
سان روفو (به ایتالیایی: San Rufo) یک کومونه در ایتالیااست که در استان سالرنو واقع شده‌است.

## خصوصیات
سان روفو ۳۱ کیلومترمربع مساحت و ۱٬۷۶۰ نفر جمعیت دارد و ۶۴۰ متر بالاتر از سطح دریا واقع شده‌است.